# Groupe A des éliminatoires de la zone Europe de la Coupe du monde de football 2022
Navigation
Groupe B
Le groupe A de la zone Europe des éliminatoires de la Coupe du monde de football 2022 est l'un des dix groupes de la zone Europe des éliminatoires de la Coupe du monde, tournoi pour décider quelles équipes se qualifieront pour la phase finale Coupe du monde de football 2022 au Qatar. Le groupe A se compose de cinq équipes : le Portugal, la Serbie, l'Irlande, le Luxembourg et l'Azerbaïdjan. Les équipes s'affronteront à domicile et à l'extérieur dans un tournoi toutes rondes.
La Serbie, vainqueur du groupe se qualifie directement pour la phase finale de la Coupe du monde, tandis que le deuxième, le Portugal, accède aux barrages européens à douze équipes, dont trois gagneront leur place aux Mondial 2022.

## Classement
| Rang | Équipe               | Pts | J | G | N | P | Bp | Bc | Diff |  | Résultats (▼ dom., ► ext.) |     |     |     |     |     |
| ---- | -------------------- | --- | - | - | - | - | -- | -- | ---- |  | -------------------------- | --- | --- | --- | --- | --- |
| 1    | Serbie               | 20  | 8 | 6 | 2 | 0 | 18 | 9  | +9   |  | Serbie                     |     | 2-2 | 3-2 | 4-1 | 3-1 |
| 2    | Portugal             | 17  | 8 | 5 | 2 | 1 | 17 | 6  | +11  |  | Portugal                   | 1-2 |     | 2-1 | 5-0 | 1-0 |
| 3    | République d'Irlande | 9   | 8 | 2 | 3 | 3 | 11 | 8  | +3   |  | République d'Irlande       | 1-1 | 0-0 |     | 0-1 | 1-1 |
| 4    | Luxembourg           | 9   | 8 | 3 | 0 | 5 | 8  | 18 | -10  |  | Luxembourg                 | 0-1 | 1-3 | 0-3 |     | 2-1 |
| 5    | Azerbaïdjan          | 1   | 8 | 0 | 1 | 7 | 5  | 18 | -13  |  | Azerbaïdjan                | 1-2 | 0-3 | 0-3 | 1-3 |     |

## Matchs
Le calendrier des rencontres a été confirmé par l'UEFA le 8 décembre 2020, le lendemain du tirage au sort,,. Les heures sont CET et CEST, selon la liste de l'UEFA (les heures locales, si différentes, sont entre parenthèses).
| 1re journée        | Portugal           | 1 - 0                         | Azerbaïdjan | Juventus Stadium, Turin ( Italie)                      |                                                        |
| 24 mars 2021 20h45 | Medvedev 36e (csc) | (1 - 0)                       |             | Spectateurs : 0 (huis-clos) Arbitrage : Daniel Siebert | Spectateurs : 0 (huis-clos) Arbitrage : Daniel Siebert |
| 24 mars 2021 20h45 | Fernandes 82e      | Rapport (FIFA) Rapport (UEFA) | 52e Emreli  | Spectateurs : 0 (huis-clos) Arbitrage : Daniel Siebert | Spectateurs : 0 (huis-clos) Arbitrage : Daniel Siebert |

|              | Serbie                          | 3 - 2   | République d'Irlande     | Stade de l'Étoile rouge, Belgrade                    |                                                      |
|              | Vlahović 40e · Mitrović 69e 75e | (1 - 1) | 18e Browne · 86e Collins | Spectateurs : 0 (huis-clos) Arbitrage : Davide Massa | Spectateurs : 0 (huis-clos) Arbitrage : Davide Massa |
| Pavlović 89e | Rapport (FIFA) Rapport (UEFA)   |         |                          | Spectateurs : 0 (huis-clos) Arbitrage : Davide Massa | Spectateurs : 0 (huis-clos) Arbitrage : Davide Massa |

| 2e journée                 | République d'Irlande     | 0 - 1                         | Luxembourg                        | Aviva Stadium, Dublin                              |                                                    |
| 27 mars 2021 20h45 (19h45) |                          | (0 - 0)                       | 85e Rodrigues                     | Spectateurs : 0 (huis-clos) Arbitrage : Fran Jović | Spectateurs : 0 (huis-clos) Arbitrage : Fran Jović |
| 27 mars 2021 20h45 (19h45) | Stevens 53e · Cullen 80e | Rapport (FIFA) Rapport (UEFA) | 13e Thill · 53e Sinani · 58e Jans | Spectateurs : 0 (huis-clos) Arbitrage : Fran Jović | Spectateurs : 0 (huis-clos) Arbitrage : Fran Jović |

|       | Serbie                                           | 2 - 2                         | Portugal                                  | Stade de l'Étoile rouge, Belgrade                      |                                                        |
| 20h45 | Mitrović 46e · Kostić 60e                        | (0 - 2)                       | 11e 36e Jota                              | Spectateurs : 0 (huis-clos) Arbitrage : Danny Makkelie | Spectateurs : 0 (huis-clos) Arbitrage : Danny Makkelie |
| 20h45 | Maksimović 57e · Mitrović 85e · Milenković 90+2e | Rapport (FIFA) Rapport (UEFA) | 53e Fernandes · 54e Fonte · 90+4e Ronaldo | Spectateurs : 0 (huis-clos) Arbitrage : Danny Makkelie | Spectateurs : 0 (huis-clos) Arbitrage : Danny Makkelie |

| 3e journée                 | Azerbaïdjan          | 1 - 2                         | Serbie                    | Olimpiya Stadionu, Bakou                                 |                                                          |
| 30 mars 2021 18h00 (20h00) | Makhmudov 59e (pen.) | (0 - 1)                       | 16e 81e Mitrović          | Spectateurs : 0 (huis-clos) Arbitrage : Roi Reinshreiber | Spectateurs : 0 (huis-clos) Arbitrage : Roi Reinshreiber |
| 30 mars 2021 18h00 (20h00) | Khalilzade 88e       | Rapport (FIFA) Rapport (UEFA) | 45+1e Spajić · 76e Gudelj | Spectateurs : 0 (huis-clos) Arbitrage : Roi Reinshreiber | Spectateurs : 0 (huis-clos) Arbitrage : Roi Reinshreiber |

|       | Luxembourg      | 1 - 3                         | Portugal                                | Stade Josy-Barthel, Luxembourg                        |                                                       |
| 20h45 | Rodrigues 30e   | (1 - 1)                       | 45+2e Jota · 51e Ronaldo · 80e Palhinha | Spectateurs : 0 (huis-clos) Arbitrage : Sergei Ivanov | Spectateurs : 0 (huis-clos) Arbitrage : Sergei Ivanov |
| 20h45 | Chanot 20e, 87e | Rapport (FIFA) Rapport (UEFA) | 39e Jota · 70e Dias · 83e Sanches       | Spectateurs : 0 (huis-clos) Arbitrage : Sergei Ivanov | Spectateurs : 0 (huis-clos) Arbitrage : Sergei Ivanov |

| 4e journée                       | Portugal          | 2 - 1                         | République d'Irlande                                     | Stade de l'Algarve, Faro                                               |                                                                        |
| 1er septembre 2021 20h45 (19h45) | Ronaldo 89e 90+6e | (0 - 1)                       | 45e Egan                                                 | Spectateurs : 7 831 Arbitrage : Matej Jug Arbitre vidéo : Paolo Valeri | Spectateurs : 7 831 Arbitrage : Matej Jug Arbitre vidéo : Paolo Valeri |
| 1er septembre 2021 20h45 (19h45) | Ronaldo 90+7e     | Rapport (FIFA) Rapport (UEFA) | 10e Hendrick · 33e O'Shea · 45+2e Connolly · 56e Doherty | Spectateurs : 7 831 Arbitrage : Matej Jug Arbitre vidéo : Paolo Valeri | Spectateurs : 7 831 Arbitrage : Matej Jug Arbitre vidéo : Paolo Valeri |

|       | Luxembourg                        | 2 - 1                         | Azerbaïdjan                                | Stade de Luxembourg, Luxembourg                                          |                                                                          |
| 20h45 | Pinto 8e · Rodrigues 28e (pen.)   | (2 - 0)                       | 67e Makhmudov                              | Spectateurs : 2 000 Arbitrage : Irfan Peljto Arbitre vidéo : Marco Fritz | Spectateurs : 2 000 Arbitrage : Irfan Peljto Arbitre vidéo : Marco Fritz |
| 20h45 | Martins Pereira 66e · Bohnert 81e | Rapport (FIFA) Rapport (UEFA) | 27e Huseynov · 47e Ozobić · 90e Krivotsyuk | Spectateurs : 2 000 Arbitrage : Irfan Peljto Arbitre vidéo : Marco Fritz | Spectateurs : 2 000 Arbitrage : Irfan Peljto Arbitre vidéo : Marco Fritz |

| 5e journée                     | République d'Irlande       | 1 - 1                         | Azerbaïdjan     | Aviva Stadium, Dublin                                                              |                                                                                    |
| 4 septembre 2021 18h00 (17h00) | Duffy 87e                  | (0 - 1)                       | 45+1e Makhmudov | Spectateurs : 21 287 Arbitrage : Jérôme Brisard Arbitre vidéo : Stéphanie Frappart | Spectateurs : 21 287 Arbitrage : Jérôme Brisard Arbitre vidéo : Stéphanie Frappart |
| 4 septembre 2021 18h00 (17h00) | Molumby 56e · Browne 90+5e | Rapport (FIFA) Rapport (UEFA) | 67e Krivotsyuk  | Spectateurs : 21 287 Arbitrage : Jérôme Brisard Arbitre vidéo : Stéphanie Frappart | Spectateurs : 21 287 Arbitrage : Jérôme Brisard Arbitre vidéo : Stéphanie Frappart |

|       | Serbie                                                    | 4 - 1                         | Luxembourg                                 | Stade de l'Étoile rouge, Belgrade                                                    |                                                                                      |
| 18h00 | A. Mitrović 22e 35e · Chanot 82e (csc) · Milenković 90+6e | (2 - 0)                       | 77e O. Thill                               | Spectateurs : 10 078 Arbitrage : Halil Umut Meler Arbitre vidéo : Abdulkadir Bitigen | Spectateurs : 10 078 Arbitrage : Halil Umut Meler Arbitre vidéo : Abdulkadir Bitigen |
| 18h00 | Tadić 44e                                                 | Rapport (FIFA) Rapport (UEFA) | 34e Martins Pereira · 79e, 90+5e Rodrigues | Spectateurs : 10 078 Arbitrage : Halil Umut Meler Arbitre vidéo : Abdulkadir Bitigen | Spectateurs : 10 078 Arbitrage : Halil Umut Meler Arbitre vidéo : Abdulkadir Bitigen |

| 6e journée                     | Azerbaïdjan                                  | 0 - 3                         | Portugal                               | Olimpiya Stadionu, Bakou                                                    |                                                                             |
| 7 septembre 2021 18h00 (20h00) |                                              | (0 - 2)                       | 26e B. Silva · 31e A. Silva · 75e Jota | Spectateurs : 20 574 Arbitrage : Marco Guida Arbitre vidéo : Marco Di Bello | Spectateurs : 20 574 Arbitrage : Marco Guida Arbitre vidéo : Marco Di Bello |
| 7 septembre 2021 18h00 (20h00) | Alaskarov 16e · Ghorbani 61e · Haghverdi 77e | Rapport (FIFA) Rapport (UEFA) | 15e Palhinha · 90e Mendes              | Spectateurs : 20 574 Arbitrage : Marco Guida Arbitre vidéo : Marco Di Bello | Spectateurs : 20 574 Arbitrage : Marco Guida Arbitre vidéo : Marco Di Bello |

|               | République d'Irlande                | 1 - 1                         | Serbie                     | Aviva Stadium, Dublin                                                                                      | |
| 20h45 (19h45) | Milenković 87e (csc)                | (0 - 1)                       | 20e Milinković-Savić       | Spectateurs : 25 415 Arbitrage : José María Sánchez Martínez Arbitre vidéo : Alejandro Hernández Hernández | Spectateurs : 25 415 Arbitrage : José María Sánchez Martínez Arbitre vidéo : Alejandro Hernández Hernández |
| 20h45 (19h45) | Idah 31e · Browne 50e · Molumby 89e | Rapport (FIFA) Rapport (UEFA) | 25e Đuričić · 85e Radonjić | Spectateurs : 25 415 Arbitrage : José María Sánchez Martínez Arbitre vidéo : Alejandro Hernández Hernández | Spectateurs : 25 415 Arbitrage : José María Sánchez Martínez Arbitre vidéo : Alejandro Hernández Hernández |

| 7e journée                   | Azerbaïdjan | 0 - 3                         | République d'Irlande         | Olimpiya Stadionu, Bakou                                                       |                                                                                |
| 9 octobre 2021 18h00 (20h00) |             | (0 - 2)                       | 7e 39e Robinson · 90e Ogbene | Spectateurs : 6 852 Arbitrage : Espen Eskås Arbitre vidéo : Abdulkadir Bitigen | Spectateurs : 6 852 Arbitrage : Espen Eskås Arbitre vidéo : Abdulkadir Bitigen |
| 9 octobre 2021 18h00 (20h00) |             | Rapport (FIFA) Rapport (UEFA) | 88e Egan                     | Spectateurs : 6 852 Arbitrage : Espen Eskås Arbitre vidéo : Abdulkadir Bitigen | Spectateurs : 6 852 Arbitrage : Espen Eskås Arbitre vidéo : Abdulkadir Bitigen |

|       | Luxembourg                  | 0 - 1                         | Serbie                       | Stade de Luxembourg, Luxembourg                                                |                                                                                |
| 20h45 |                             | (0 - 0)                       | 68e Vlahović                 | Spectateurs : 2 000 Arbitrage : William Collum Arbitre vidéo : Bastian Dankert | Spectateurs : 2 000 Arbitrage : William Collum Arbitre vidéo : Bastian Dankert |
| 20h45 | Barreiro 1e · Carlson 45+3e | Rapport (FIFA) Rapport (UEFA) | 22e Pavlović · 45+3e Đuričić | Spectateurs : 2 000 Arbitrage : William Collum Arbitre vidéo : Bastian Dankert | Spectateurs : 2 000 Arbitrage : William Collum Arbitre vidéo : Bastian Dankert |

| 8e journée                    | Portugal                                                        | 5 - 0                         | Luxembourg          | Stade de l'Algarve, Faro                                                      |                                                                               |
| 12 octobre 2021 20h45 (19h45) | Ronaldo 8e (pen.) 13e (pen.) 87e · Fernandes 18e · Palhinha 69e | (3 - 0)                       |                     | Spectateurs : 18 553 Arbitrage : Benoît Bastien Arbitre vidéo : Benoît Millot | Spectateurs : 18 553 Arbitrage : Benoît Bastien Arbitre vidéo : Benoît Millot |
| 12 octobre 2021 20h45 (19h45) | Mendes 22e · Cancelo 84e                                        | Rapport (FIFA) Rapport (UEFA) | 32e Martins Pereira | Spectateurs : 18 553 Arbitrage : Benoît Bastien Arbitre vidéo : Benoît Millot | Spectateurs : 18 553 Arbitrage : Benoît Bastien Arbitre vidéo : Benoît Millot |

|       | Serbie                                     | 3 - 1                         | Azerbaïdjan                  | Stade de l'Étoile rouge, Belgrade                                               |                                                                                 |
| 20h45 | Vlahović 30e (pen.) 53e · Tadić 83e (pen.) | (1 - 1)                       | 45+2e Makhmudov              | Spectateurs : 5 890 Arbitrage : Erik Lambrechts Arbitre vidéo : Lawrence Visser | Spectateurs : 5 890 Arbitrage : Erik Lambrechts Arbitre vidéo : Lawrence Visser |
| 20h45 |                                            | Rapport (FIFA) Rapport (UEFA) | 29e Haghverdi · 65e Medvedev | Spectateurs : 5 890 Arbitrage : Erik Lambrechts Arbitre vidéo : Lawrence Visser | Spectateurs : 5 890 Arbitrage : Erik Lambrechts Arbitre vidéo : Lawrence Visser |

| 9e journée                     | Azerbaïdjan                                                                   | 1 - 3                         | Luxembourg                         | Stade olympique de Bakou, Bakou                                                      |                                                                                      |
| 11 novembre 2021 18h00 (21h00) | Salahli 82e                                                                   | (0 - 0)                       | 67e 90+1e Rodrigues · 78e S. Thill | Spectateurs : 2 986 Arbitrage : Manuel Schüttengruber Arbitre vidéo : Harald Lechner | Spectateurs : 2 986 Arbitrage : Manuel Schüttengruber Arbitre vidéo : Harald Lechner |
| 11 novembre 2021 18h00 (21h00) | Mutallimov 21e · Madatov 44e · Salahli 45+1e · Makhmudov 90e · Medvedev 90+5e | Rapport (FIFA) Rapport (UEFA) | 48e Carlson                        | Spectateurs : 2 986 Arbitrage : Manuel Schüttengruber Arbitre vidéo : Harald Lechner | Spectateurs : 2 986 Arbitrage : Manuel Schüttengruber Arbitre vidéo : Harald Lechner |

|               | République d'Irlande                     | 0 - 0                         | Portugal                   | Aviva Stadium, Dublin                                                                            |                                                                                                  |
| 20h45 (19h45) |                                          | (0 - 0)                       |                            | Spectateurs : 50 373 Arbitrage : Jesús Gil Manzano Arbitre vidéo : Alejandro Hernández Hernández | Spectateurs : 50 373 Arbitrage : Jesús Gil Manzano Arbitre vidéo : Alejandro Hernández Hernández |
| 20h45 (19h45) | Ogbene 29e · Coleman 54e · Doherty 90+3e | Rapport (FIFA) Rapport (UEFA) | 71e Danilo · 72e, 82e Pepe | Spectateurs : 50 373 Arbitrage : Jesús Gil Manzano Arbitre vidéo : Alejandro Hernández Hernández | Spectateurs : 50 373 Arbitrage : Jesús Gil Manzano Arbitre vidéo : Alejandro Hernández Hernández |

| 10e journée                    | Portugal                                | 1 - 2                         | Serbie                                                      | Estádio da Luz, Lisbonne                                                            |                                                                                     |
| 14 novembre 2021 20h45 (19h45) | Sanches 2e                              | (1 - 1)                       | 33e Tadić · 90e Mitrović                                    | Spectateurs : 58 873 Arbitrage : Daniele Orsato Arbitre vidéo : Massimiliano Irrati | Spectateurs : 58 873 Arbitrage : Daniele Orsato Arbitre vidéo : Massimiliano Irrati |
| 14 novembre 2021 20h45 (19h45) | Cancelo 8e · Moutinho 61e · Sanches 68e | Rapport (FIFA) Rapport (UEFA) | 13e Gudelj · 66e Pavlović · 70e Milenković · 90+1e Mitrović | Spectateurs : 58 873 Arbitrage : Daniele Orsato Arbitre vidéo : Massimiliano Irrati | Spectateurs : 58 873 Arbitrage : Daniele Orsato Arbitre vidéo : Massimiliano Irrati |

|       | Luxembourg                                      | 0 - 3                         | République d'Irlande                             | Stade de Luxembourg, Luxembourg                                              |                                                                              |
| 20h45 |                                                 | (0 - 0)                       | 67e Duffy · 75e Ogbene · 88e Robinson            | Spectateurs : 9 268 Arbitrage : Tamás Bognár Arbitre vidéo : Katalin Kulcsár | Spectateurs : 9 268 Arbitrage : Tamás Bognár Arbitre vidéo : Katalin Kulcsár |
| 20h45 | Selimović 6e · Martins Pereira 19e · Chanot 77e | Rapport (FIFA) Rapport (UEFA) | 47e Cullen · 56e Duffy · 84e Knight · 89e Browne | Spectateurs : 9 268 Arbitrage : Tamás Bognár Arbitre vidéo : Katalin Kulcsár | Spectateurs : 9 268 Arbitrage : Tamás Bognár Arbitre vidéo : Katalin Kulcsár |

## Buteurs
| Position | Joueur    | Pays                 | Buts |
| -------- | --------- | -------------------- | ---- |
| 1        | Mitrović  | Serbie               | 7    |
| 2        | Ronaldo   | Portugal             | 6    |
| 3        | Jota      | Portugal             | 4    |
| 4        | Rodrigues | Luxembourg           | 3    |
| 5        | Browne    | République d'Irlande | 1    |
| 5        | Collins   | République d'Irlande | 1    |
| 5        | Vlahović  | Serbie               | 1    |
| 5        | Kostić    | Serbie               | 1    |
| 5        | Makhmudov | Azerbaïdjan          | 1    |
| 5        | Palhinha  | Portugal             | 1    |

CSC
| Position | Joueur   | Pays        | CSC |
| -------- | -------- | ----------- | --- |
| 1        | Medvedev | Azerbaïdjan | 1   |

## Discipline
Un joueur est automatiquement suspendu pour le match suivant:
- S'il cumule deux avertissements (cartons jaunes) lors de deux matchs différents.
- S'il se voit décerner une exclusion de terrain (carton rouge). 
  - En cas d’infraction grave, l’Instance de contrôle, d’éthique et de discipline de l'UEFA est habilitée à aggraver la sanction, y compris en l'étendant à d'autres compétitions.

| Joueurs                     | Cartons | Suspensions                                                 |
| --------------------------- | --- | ----------------------------------------------------------- |
| Bruno Fernandes             | 1re journée, contre Azerbaïdjan (24 mars 2021) · 2e journée, contre Serbie (27 mars 2021)                       | 3e journée, contre Luxembourg (30 mars 2021)                |
| Nikola Milenković           | 2e journée, contre Portugal (27 mars 2021)                                                                      | 3e journée, contre Azerbaïdjan (30 mars 2021)               |
| Maxime Chanot               | 3e journée, contre Portugal (30 mars 2021)                                                                      | 4e journée, contre Azerbaïdjan (1er septembre 2021)         |
| Cristiano Ronaldo           | 2e journée, contre Serbie (27 mars 2021) · 4e journée, contre République d'Irlande (1er septembre 2021)         | 6e journée, contre Azerbaïdjan (7 septembre 2021)           |
| Anton Krivotsyuk            | 4e journée, contre Luxembourg (1er septembre 2021) · 5e journée, contre République d'Irlande (4 septembre 2021) | 6e journée, contre Portugal (7 septembre 2021)              |
| Gerson Rodrigues            | 5e journée, contre Serbie (4 septembre 2021)                                                                    | 7e journée, contre Serbie (9 octobre 2021)                  |
| Christopher Martins Pereira | 4e journée, contre Azerbaïdjan (1er septembre 2021) · 5e journée, contre Serbie (4 septembre 2021)              | 7e journée, contre Serbie (9 octobre 2021)                  |
| Alan Browne                 | 5e journée, contre Azerbaïdjan (4 septembre 2021) · 6e journée, contre Serbie (7 septembre 2021)                | 7e journée, contre Azerbaïdjan (9 octobre 2021)             |
| Jayson Molumby              | 5e journée, contre Azerbaïdjan (4 septembre 2021) · 6e journée, contre Serbie (7 septembre 2021)                | 7e journée, contre Azerbaïdjan (9 octobre 2021)             |
| Strahinja Pavlović          | 1re journée, contre République d'Irlande (24 mars 2021) · 7e journée, contre Luxembourg (9 octobre 2021)        | 8e journée, contre Azerbaïdjan (12 octobre 2021)            |
| Filip Đuričić               | 6e journée, contre République d'Irlande (7 septembre 2021) · 7e journée, contre Luxembourg (9 octobre 2021)     | 8e journée, contre Azerbaïdjan (12 octobre 2021)            |
| Hojjat Haghverdi            | 6e journée, contre Portugal (7 septembre 2021) · 8e journée, contre Serbie (12 octobre 2021)                    | 9e journée, contre Luxembourg (11 novembre 2021)            |
| Nuno Mendes                 | 6e journée, contre Azerbaïdjan (7 septembre 2021) · 8e journée, contre Luxembourg (12 octobre 2021)             | 9e journée, contre République d'Irlande (11 novembre 2021)  |
| Dirk Carlson                | 7e journée, contre Serbie (9 octobre 2021) · 9e journée, contre Azerbaïdjan (11 novembre 2021)                  | 10e journée, contre République d'Irlande (14 novembre 2021) |
| Pepe                        | 9e journée, contre République d'Irlande (11 novembre 2021)                                                      | 10e journée, contre Serbie (14 novembre 2021)               |

## Résultats et calendrier des matches amicaux de l'équipe du Qatar
Le Qatar est en partenariat avec les cinq équipes dans le Groupe A, ce qui permet au pays hôte de la Coupe du monde 2022 de jouer de manière centralisée en match amical contre ces pays à leurs dates de match de réserve. Cependant, ces matches amicaux ne comptent pas dans le classement des groupes de qualification. Le Qatar disputera ses matches « à domicile » en Hongrie afin de permettre des temps de trajet courts à ses adversaires,.
| Match amical journée 1 | Qatar                    | 1 - 0   | Luxembourg                                                   | Nagyerdei Stadion, Debrecen ( Hongrie)                 |                                                        |
| 24 mars 2021 18h00     | Muntari 12e              | (1 - 0) |                                                              | Spectateurs : 0 (huis-clos) Arbitrage : Miloš Djordjic | Spectateurs : 0 (huis-clos) Arbitrage : Miloš Djordjic |
| 24 mars 2021 18h00     | Ró-Ró 26e · Al Sheeb 76e | Rapport | 7e Pinto · 37e Chanot · 72e, 87e Skenderović · 77e Rodrigues | Spectateurs : 0 (huis-clos) Arbitrage : Miloš Djordjic | Spectateurs : 0 (huis-clos) Arbitrage : Miloš Djordjic |

| Match amical journée 2 | Qatar                                                   | 2 - 1   | Azerbaïdjan                                                | Nagyerdei Stadion, Debrecen ( Hongrie)                |                                                       |
| 27 mars 2021 18h00     | Al Haidos 55e (pen.) 58e                                | (0 - 1) | 16e (pen.) Sheydayev                                       | Spectateurs : 0 (huis-clos) Arbitrage : Ivan Kružliak | Spectateurs : 0 (huis-clos) Arbitrage : Ivan Kružliak |
| 27 mars 2021 18h00     | Madibo 21e · El-Amin 34e · Muntari 90+1e · Salman 90+2e | Rapport | 30e Aliyev · 60e Alaskarov · 78e Hüseynov · 86e Mustafayev | Spectateurs : 0 (huis-clos) Arbitrage : Ivan Kružliak | Spectateurs : 0 (huis-clos) Arbitrage : Ivan Kružliak |

| Match amical journée 3 | Qatar       | 1 - 1   | République d'Irlande   | Nagyerdei Stadion, Debrecen ( Hongrie)               |                                                      |
| 30 mars 2021 20h45     | Muntari 47e | (0 - 1) | 4e McClean             | Spectateurs : 0 (huis-clos) Arbitrage : Balázs Berke | Spectateurs : 0 (huis-clos) Arbitrage : Balázs Berke |
| 30 mars 2021 20h45     |             | Rapport | 7e Bazunu · 89e Knight | Spectateurs : 0 (huis-clos) Arbitrage : Balázs Berke | Spectateurs : 0 (huis-clos) Arbitrage : Balázs Berke |

| Match amical journée 4   | Qatar   | 0 - 4   | Serbie                                                       | Nagyerdei Stadion, Debrecen ( Hongrie)              |                                                     |
| 1er septembre 2021 20h45 |         | (0 - 2) | 2e (csc) Khoukhi · 18e Jović · 60e Vlahović · 85e Milenković | Spectateurs : 0 (huis-clos) Arbitrage : Filip Glova | Spectateurs : 0 (huis-clos) Arbitrage : Filip Glova |
| 1er septembre 2021 20h45 | Rapport |         |                                                              | Spectateurs : 0 (huis-clos) Arbitrage : Filip Glova | Spectateurs : 0 (huis-clos) Arbitrage : Filip Glova |

| Match amical journée 5 | Qatar                                               | 1 - 3   | Portugal                                         | Nagyerdei Stadion, Debrecen ( Hongrie)              |                                                     |
| 4 septembre 2021 18h45 | Hassan 61e                                          | (0 - 2) | 23e A. Silva · 24e Otávio · 88e (pen.) Fernandes | Spectateurs : 0 (huis-clos) Arbitrage : Gergő Bogár | Spectateurs : 0 (huis-clos) Arbitrage : Gergő Bogár |
| 4 septembre 2021 18h45 | Hassan 10e · Barsham 43e · Khalid 85e · Khoukhi 88e | Rapport | 64e Otávio                                       | Spectateurs : 0 (huis-clos) Arbitrage : Gergő Bogár | Spectateurs : 0 (huis-clos) Arbitrage : Gergő Bogár |

| Match amical journée 6 | Luxembourg         | 1 - 1   | Qatar                                            | Stade de Luxembourg, Luxembourg                 |                                                 |
| 7 septembre 2021 20h45 | Borges Sanches 31e | (1 - 1) | 43e Ahmed                                        | Spectateurs : 2 000 Arbitrage : Jonathan Lardot | Spectateurs : 2 000 Arbitrage : Jonathan Lardot |
| 7 septembre 2021 20h45 | Deville 13e        | Rapport | 15e Salman · 33e Hicham · 38e Correia · 83e Afif | Spectateurs : 2 000 Arbitrage : Jonathan Lardot | Spectateurs : 2 000 Arbitrage : Jonathan Lardot |

| Match amical journée 7 | Portugal                               | 3 - 0   | Qatar                              | Stade de l'Algarve, Almancil                |                                             |
| 9 octobre 2021 21h15   | Ronaldo 37e · Fonte 48e · A. Silva 90e | (1 - 0) |                                    | Spectateurs : 15 087 Arbitrage : Fedayi San | Spectateurs : 15 087 Arbitrage : Fedayi San |
| 9 octobre 2021 21h15   | Carvalho 32e                           | Rapport | 28e Hassan · 55e Afif · 84e Madibo | Spectateurs : 15 087 Arbitrage : Fedayi San | Spectateurs : 15 087 Arbitrage : Fedayi San |

| Match amical journée 8 | République d'Irlande                   | 4 - 0   | Qatar      | Aviva Stadium, Dublin                          |                                                |
| 12 octobre 2021 20h45  | Robinson 4e 13e (pen.) 53e · Duffy 59e | (2 - 0) |            | Spectateurs : 25 749 Arbitrage : Keith Kennedy | Spectateurs : 25 749 Arbitrage : Keith Kennedy |
| 12 octobre 2021 20h45  |                                        | Rapport | 85e Madibo | Spectateurs : 25 749 Arbitrage : Keith Kennedy | Spectateurs : 25 749 Arbitrage : Keith Kennedy |

| Match amical journée 9 | Serbie                                                        | 4 - 0   | Qatar                                      | Stade Rajko Mitić, Belgrade                  |                                              |
| 11 novembre 2021 18h00 | Lukić 45+2e · Jović 51e · Vlahović 53e · Milinković-Savić 83e | (1 - 0) |                                            | Spectateurs : 1 000 Arbitrage : Irfan Peljto | Spectateurs : 1 000 Arbitrage : Irfan Peljto |
| 11 novembre 2021 18h00 | Grujić 32e                                                    | Rapport | 30e Madibo · 45+3e Muntari · 58e Alaaeldin | Spectateurs : 1 000 Arbitrage : Irfan Peljto | Spectateurs : 1 000 Arbitrage : Irfan Peljto |

| Match amical journée 10 | Azerbaïdjan                     | 2 - 2   | Qatar                                 | Stade olympique de Bakou, Bakou                |                                                |
| 14 novembre 2021 18h00  | Makhmudov 37e (pen.) 67e        | (1 - 1) | 23e 77e Ali                           | Spectateurs : 1 537 Arbitrage : Donatas Rumšas | Spectateurs : 1 537 Arbitrage : Donatas Rumšas |
| 14 novembre 2021 18h00  | Krivotsyuk 85e · Abdullayev 86e | Rapport | 35e Alaaeldin · 85e Khoukhi · 86e Ali | Spectateurs : 1 537 Arbitrage : Donatas Rumšas | Spectateurs : 1 537 Arbitrage : Donatas Rumšas |